# Сякудо
Сякудо (яп. 赤銅, латиніз. Shakudō, дос. «червона мідь») — сплав золота і міді у пропорції 4 частини золота до 96 частин міді. Використовується у техніці мокуме ґане. Патинується у темно-синій колір з допомогою рокусьо Rokushō (緑青).